# سیارک ۳۷۲۱
سیارک ۳۷۲۱ (به انگلیسی: 3721 Widorn، نامگذاری:1982TU) سه هزار و هفتصد و بیست و یکمین سیارک کشف شده‌است که در ۱۳ اکتبر ۱۹۸۲ کشف شد.
قدر مطلق سیارک برابر ۱۱٫۷۰ است.